# Michalīs Kasapīs
Michalīs Kasapīs (in greco: Μιχάλης Κασάπης; Atene, 6 giugno 1971) è un allenatore di calcio ed ex calciatore greco, di ruolo difensore, direttore dell'area scouting dell'AEK Atene.

## Carriera

### Club
Iniziò la sua carriera nel 1988 nel Levadeiakos, dove rimase per 5 stagioni, prima di approdare nel 1993 all'AEK Atene, dove ha giocato fino al termine della sua attività, avvenuta nel 2004.

### Nazionale
Nella nazionale greca ha collezionato 37 presenze tra il 1994 e il 2002.

## Palmarès

### Club

#### Competizioni nazionali
- Campionato greco: 1

AEK Atene: 1993-1994
- Coppa di Grecia: 4

AEK Atene: 1995-1996, 1996-1997, 1999-2000, 2001-2002
- Supercoppa di Grecia: 1

AEK Atene: 1996